# Pojemność powodziowa forsowana
Pojemność powodziowa forsowana – pojemność zawarta między maksymalnym poziomem piętrzenia a nadzwyczajnym poziomem piętrzenia. 
Pojemność powodziowa forsowana jest wymieniana jako jeden z podstawowych parametrów w dokumentacji wodno-prawnej dotyczącej zbiorników wodnych o funkcjach przeciwpowodziowych, a jest określana w m³.